# Cantoni di Poitiers
La città di Poitiers è suddivisa in 5 cantoni, numerati da Cantone di Poitiers-1 a Cantone di Poiteris-5, tutti contenuti all'interno dell'Arrondissement di Poitiers. Oltre a parte della città, questi contengono altri comuni:
- il cantone di Poitiers-1 comprende i comuni di Biard, Croutelle e Fontaine-le-Comte;
- il cantone di Poitiers-2 comprende il comune di Buxerolles;
- il cantone di Poitiers-4 comprende il comune di Mignaloux-Beauvoir;
- il cantone di Poitiers-5 comprende i comuni di Ligugé e di Saint-Benoît.

I cantoni sono stati ridefiniti nel contesto della riforma complessiva dei cantoni del 2014; prima di essa, la città era invece divisa in 7 cantoni (numerati anch'essi da Cantone di Poitiers-1 a Cantone di Poiteris-7), che comprendevano anche i seguenti comuni:
- il cantone di Poitiers-1 comprendeva il comune di Migné-Auxances;
- il cantone di Poitiers-2 comprendeva il comune di Buxerolles;
- il cantone di Poitiers-3 comprendeva il comune di Mignaloux-Beauvoir;
- il cantone di Poitiers-4 comprendeva il comune di Saint-Benoît;
- il cantone di Poitiers-5 comprendeva i comuni di Croutelle, Fontaine-le-Comte, Ligugé e Vouneuil-sous-Biard;
- il cantone di Poitiers-6 comprendeva il comune di Biard;
- il cantone di Poitiers-7 comprendeva i comuni di Chasseneuil-du-Poitou e Montamisé.